# Ernst Krupka
Ernst Krupka (* 15. Oktober 1890 in Ittowen, Ostpreußen; † 25. Februar 1991 in Vellberg) war ein ostpreußischer Evangelist der Deutschen Zeltmission.

## Leben
Krupka wuchs als Bauernsohn auf und kam im Alter von 18 Jahren zum christlichen Glauben. Seine Predigerausbildung machte er ab 1909 im Gemeinschaftsbrüderhaus in Preußisch Bahnau (Ostpreußen). Bereits während seiner Ausbildung reiste er predigend im Land umher: „Ich zog, 21 Jahre alt, von Gut zu Gut, ebenso zu einigen Orten, predigte überlaut das Evangelium auf meine Weise und erlebte viele eigenartige Bekehrungen. Betroffen machte es mich besonders, daß mir, dem 21jährigen jungen Mann, auch ältere Männer ihre Sünden, bisweilen ganz grobe, bekannten. Zum Jahresfest im Sommer kamen einige Erntewagen vierspännig nach Bahnau gefahren, vollgepackt mit meinen Leuten.“
Im Mai 1914 folgte er einem Ruf der Gräfin de la Tour und arbeitete als Missionar in Kärnten. Während des Ersten Weltkriegs gründete er den "Christlichen Missionsverein für Österreich". Nach Kriegsende berief ihn die "Landeskirchliche Gemeinschaft Tabor" als Prediger nach Königsberg/Ostpreußen. 1923 begann Krupka seinen Dienst für die Süddeutsche Vereinigung in Württemberg, deren Vereinsblatt "Der Weg zum Ziel" er als Schriftleiter von 1924 bis 1972 betreute. Seit 1925 arbeitete er als Evangelist der Deutschen Zeltmission; von 1946 bis 1956 fungierte er als deren Geschäftsführer. 1941 war er für drei Wochen in einem Gefängnis in Darmstadt in Haft und seit seiner Entlassung bis zum Ende des Zweiten Weltkriegs unter Aufsicht der Gestapo. 1950–1972 war Krupka Schriftleiter der von Pastor Ernst Modersohn zu Beginn des Jahrhunderts gegründeten Wochenschrift "Heilig dem Herrn". Von 1959 bis 1966 unternahm er vier Evangelisationsreisen nach Südamerika; 1960 machte er eine solche nach Kanada. Zu seinem 100. Geburtstag würdigte ihn der württembergische Landesbischof Theo Sorg als einen "Pionier der Evangelisationsarbeit".

## Zitat
„Die Frage der Wiederkunft Jesu ist nicht eine Frage der Zeitrechnung, sondern der Heiligung. Nicht rechnen sollen wir – heiligen sollen wir uns lassen.“

## Privates
Krupka heiratete Gertrud Modersohn, Ernst Modersohns älteste Tochter.

## Werke
- Du und deine Seele. Verlag der Buchhandlung des Brüderhauses Rosenberg, Heiligenbeil/Ostpreußen 1924
- Der Kampf zwischen Geist und Fleisch. Buchdruckerei und Verlag Harfe, Bad Blankenburg 1933
- Gibt es doch eine ewige Verdammnis? Verlag der Buchhandlung des Brüderhauses Rosenberg, Heiligenbeil/Ostpreußen 1932
- Das Gebetsleben der Gläubigen. Buchdruckerei und Verlag Harfe, Bad Blankenburg 1935
- Weg´ hast du allerwegen. Brunnen-Verlag Gießen und Basel 1936
- Der Kampf um die Ehe. Verlag Wilhelm Fehrholz 1948
- Der Menschensohn auf der Menschensuche. Verlag Wilhelm Fehrholz 1949
- Ein Zeichen am Himmel über den Zeichen der Zeit. Verlag Wilhelm Fehrholz 1949
- Amnestie für alle Sünden gegen das sechste Gebot. Verlag Wilhelm Fehrholz 1949
- Der Kampf mit Gott in allen Kämpfen der Zeit. Verlag Wilhelm Fehrholz 1949
- Heilig dem Herrn – Zeitschrift für Jedermann Nr. 24. Modersohn-Verlag 1951
- Vor Mitternacht. Verlag Goldene Worte Stuttgart-Sillenbuch 1951, 2. Auflage
- Begegnung mit Gott. Verlag Goldene Worte Stuttgart-Sillenbuch 1951
- Vom Walten Gottes im Leben der Menschen. Verlag Goldene Worte Stuttgart-Sillenbuch 1951
- 50 Jahre Deutsche Zeltmission. Geisweid 1952
- Heirate und werde glücklich. Verlag der Buchhandlung der Deutschen Zeltmission, 1954
- Die Fackel Gottes. Verlag der Liebenzeller Mission, 2. Auflage 1969
- Ich habe Dir etwas zu sagen. Verlag der Liebenzeller Mission 1985
- Ich erzähle dir – Erlebnisse, Erfahrungen und Betrachtungen. Verlag der Liebenzeller Mission 1993
- Ist denn kein Gott mehr da im Lande? Selbstverlag